# سیارک ۳۱۱۳
سیارک ۳۱۱۳ (به انگلیسی: 3113 Chizhevskij، نامگذاری:1978RO) سه هزار و صد و سیزدهمین سیارک کشف شده‌است که در ۱ سپتامبر ۱۹۷۸ کشف شد.
قدر مطلق سیارک برابر ۱۳٫۲۰ است.